# الكوت (القطن)

'

تعديل مصدري - تعديل

الكوت هي إحدى قرى عزلة القطن بمديرية القطن التابعة لمحافظة حضرموت، بلغ تعداد سكانها 271 نسمة حسب تعداد اليمن لعام 2004.